# حوسبة دقيقة بمجموعة تعليمات مخفضة

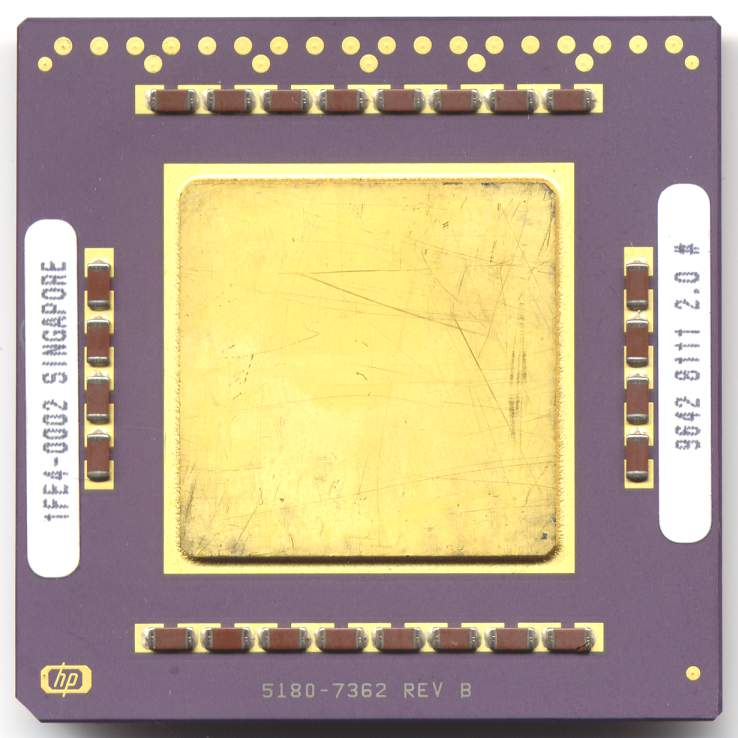
HP PA-RISC 7300LC معالج بيانات صغير الحجم

الحوسبة الدقيقة بمجموعة تعليمات مخفضة (بالإنجليزية: PA-RISC) هي عبارة عن بنية لمجموعة من التعليمات (ISA) طورتها شركة هيوليت باكارد Hewlett-Packard. وكما يشير الاسم، فهي عبارة عن بنية لجهاز كمبيوتر ذو مجموعة قليلة من التعليمات (risc) حيث PA تعني البنية الدقيقة Precision Achitecture. ويشار إلى التصميم أيضا ب HA/PA أي البنية الدقيقة لهوليت باكارد.
طُرِحت هذه البنية في 26 فبراير 1986 حين أطلقت أجهزة كمبيوتر HP300Series930 وHP9000 Model 840 وتضم أول التطبيقات TS1.
وقد تلا PA-RISC الإيتانيوم Itanium (وكانت في الأصل تسمى IA-64) ISA والتي عملت على تطويرها شركتي HP وإنتل معا. توقفت شركة HP عن بيع أنظمة HP 9000 التي تعتمد على بنية PA-RISC في نهاية عام 2008 ولكنها ستدعم الخوادم التي تعمل برقاقات PA-RISC حتى عام 2013.

## التاريخ
في نهاية الثمانينات ، كانت HP تقوم ببناء أربعة سلاسل من الحواسيب الشخصية كلها تعتمد على حواسيب CISC الشخصية. أحد خطوط الإنتاج تلك كان سلسلة فيكترا التي تعتمد على إنتل آي 286 المتوافق مع حاسوب IBM الشخصي والذي بدأ عام 1986. أما البقية الباقية فكانت أنظمة لا تعتمد على إنتل، وأحدها كان HP Series 300 من محطات العمل المعتمدة على موتورولا 68000، وخط الإنتاج الآخر سلسلة Series 200 لمحطات العمل الفنية وتعتمد على تصميم الرقاقات من مادتي السليكون والياقوت (SOS) المصنع خصيصا، والسلسلة الكلاسيكية HP3000 16 بايت المعتمدة على SOS وفي النهاية سلسلة HP9000Series 500 وهي حواسيب مصغرة تعتمد على المعالج المصغر FOCUS (16 و32 بايت) المخصص لها. وقد خططت GP لاستخدام بنية PA-RISC لتنقل كافة الآلات الغير متوافقة مع الحاسوب الشخصي إلى عائلة وحدات معالجة RISC فردية.
وتم التعريف ببنية الدقة PA عام 1986، وهي تتكون من 32 سجلا لأعداد صحيحة 32 بايت وستة عشر سجلا للنقاط العائمة 64 بايت. وتمت مضاعفة عدد سجلات النقاط العائمة في النسخة 1.1 ليصبح 32 بمجرد أن أصبح من الواضح أن 16 يوفر أداء غير كافيا ومحدودا. وقد تضمن فريق عمل هذا التصميم كل من ألين باوم وهانز جينز ومايكل جيه ماهون وربوي باي لوه لي وراسل كاو وستيف موتشنيك وتيرنس سي ميلر وديفيد فوتلاند وويلسان إس وورلي.
أول التطبيقات لهذه البنية كان TS1 زهي وحدة معالجة مركزية مصنعة من أجهزة تعمل بمنطق ترانزستور إلى ترانزستور غير مترابطين (74FTTL). أما التطبيقات اللاحقة فكانت تصميمات VLSI متعددة الرقائق. ومن التطبيقات اللاحقة كانت تصاميم VLSI متعددة الرقائق المصنعة بتقنيات NMOS (NS1 وNS2) وCMOS (CS1 وPCX). وقد كانت تستخدم لأول مرة في سلسلة الآلات الجديدة HP 3000 في نهاية الثمانينات- 930 و950 التي كانت تعرف في هذا الوقت باسم أنظمة الطيف Spectrum وهو الاسم الذي أطلق عليها في معامل التطوير. وقد قامت هذه الآلات بتشغيل MPE/iX. وتم تحسين آلات HP 9000 لاحقا مع معالج PA-RISC أيضا والتي تقوم بتشغيل نسخة HP-UX من اليونكس.
كم أنظمة التشغيل الأخرى التي تم توجيهها لبنية PA-RISC تتضمن لينوكس وأوبن بي إس دي ونت بي إس دي ونكست ستيب.
ومن السمات الخاصة بخط PA-RISC هي أن معظم المولدات ليس لديها مخبأ من المستوى 2. بدلا من ذلك تم استخدام مخابئ المستوى الأول، وكانت في السابق عبارة عن رقائق منفصلة ترتبط ببعضها عبر أنابيب موصلة، وقد تم دمجها الآن في رقائق. فقط النوعين PA-7100LC وPA7300LC يمتلكان المستوى الثاني. ومن التحديثات الأخرى PA-RISC كانت إضافة التعليمات الموجهة (SIMD) على هيئة MAX والتي تم تقديمها لأول مرة في نسخة PA- 7100LC.
تم التوسع في طراز ISA عام 1996 ليتكون من 64 بايت مع النسخة المنقحة المسماة PA-RISC 2.0. . وقد أضافت هذه النسخة بعض التعليمات الإضافية المتعددة المدمجة مما ساعد بعض نظم العد العشري ذات النقاط العائمة والتوسع في نسخة MAX-2 SIMD مما أتاح بعض التعليمات للإسراع في تطبيقات الوسائط المتعددة. وكان أول التطبيقات المعتمدة على PA-RISC هو PA-8000 الذي تم التعريف به في يناير 1996.

## خصائص وحدة المعالجة المركزية
| الموديل  | الاسم التسويقي | العام | التردد [ميجاهرتز] | ناقل الذاكرة[ميجابايت/ث] | المعالجة [ميكرومتر] | الترانزستور [بالمليون] | مقاس الصبغ [مم مربع] | الطاقة [واط] | Dcache [كيلوبايت] | Icache [كيلوبايت] | L2 cache [ميجابايت] | بنية معيار الصناعة | ملاحظات |
| -------- | -------------- | ----- | ----------------- | ------------------------ | ------------------- | ---------------------- | -------------------- | ------------ | ----------------- | ----------------- | ------------------- | ------------------ | ------- |
| TS-1     | ?              | 1986  | 8                 | ?                        | ?                   | —                      | —                    | ?            | ?                 | ?                 | —                   | 1.0                |         |
| CS-1     | ?              | 1987  | 8                 | ?                        | 1.6                 | 0.164                  | 72.93                | 1            | —                 | 0.25              | —                   | 1.0                | [ 6 ]   |
| NS-1     | ?              | 1987  | 25/30             | ?                        | 1.5                 | 0.144                  | 70.56                | ?            | ?                 | ?                 | —                   | 1.0                | [ 7 ]   |
| NS-2     | ?              | 1989  | 27.5/30           | ?                        | 1.5                 | 0.183                  | 196                  | 27           | 512               | 512               | —                   | 1.0                | [ 8 ]   |
| PCX      | ?              | 1990  | ?                 | ?                        | ?                   | ?                      | ?                    | ?            | ?                 | ?                 | ?                   | 1.0                |         |
| PCX-S    | PA-7000        | 1991  | 66                | ?                        | 1.0                 | 0.58                   | 201.6                | ?            | 256               | 256               | —                   | 1.1a               |         |
| PCX-T    | PA-7100        | 1992  | 33–100            | ?                        | 0.8                 | 0.85                   | 196                  | ?            | 2048              | 1024              | —                   | 1.1b               |         |
| PCX-T    | PA-7150        | 1994  | 125               | ?                        | 0.8                 | 0.85                   | 196                  | ?            | 2048              | 1024              | —                   | 1.1b               |         |
| PCX-T'   | PA-7200        | 1994  | 120               | 960                      | 0.55                | 1.26                   | 210                  | 30           | 1024              | 2048              | —                   | 1.1c               |         |
| PCX-L    | PA-7100LC      | 1994  | 60–100            | ?                        | 0.75                | 0.9                    | 201.6                | 7–11         | —                 | 1                 | 2                   | 1.1d               |         |
| PCX-L2   | PA-7300LC      | 1996  | 132–180           | ?                        | 0.5                 | 9.2                    | 260.1                | ?            | 64                | 64                | 0–8                 | 1.1e               |         |
| PCX-U    | PA-8000        | 1996  | 160–180           | 960                      | 0.5                 | 3.8                    | 337.68               | ?            | 1024              | 1024              | —                   | 2.0                |         |
| PCX-U+   | PA-8200        | 1997  | 200–240           | 960                      | 0.5                 | 3.8                    | 337.68               | ?            | 2048              | 2048              | —                   | 2.0                |         |
| PCX-W    | PA-8500        | 1998  | 300–440           | 1920                     | 0.25                | 140                    | 467                  | ?            | 1024              | 512               | —                   | 2.0                | [ 9 ]   |
| PCX-W+   | PA-8600        | 2000  | 360–550           | 1920                     | 0.25                | 140                    | 467                  | ?            | 1024              | 512               | —                   | 2.0                | [ 9 ]   |
| PCX-W2   | PA-8700(+)     | 2001  | 625–875           | 1920                     | 0.18                | 186                    | 304                  | <7.1@1.5 V   | 1536              | 768               | —                   | 2.0                |         |
| Mako     | PA-8800        | 2003  | 800–1000          | 6400                     | 0.13                | 300                    | 361                  | ?            | 768/core          | 768/core          | 32                  | 2.0                |         |
| Shortfin | PA-8900        | 2005  | 800–1100          | 6400                     | 0.13                | ?                      | ?                    | ?            | 768/core          | 768/core          | 64                  | 2.0                |         |

## وصلات خارجية
- LostCircuits Hewlett Packard PA8800 Risc Processor overview.
- HP's documentation نسخة محفوظة 12 فبراير 2007 على موقع واي باك مشين. - page down for PA-RISC, Architecture PDFs available.
- OpenPA.net Comprehensive PA-RISC chip and computer information.
- chipdb.org Images of different PA-RISC processors

قالب:RISC-based processor architectures